# Фродо Бэггинс
Фро́до Бэ́ггинс (англ. Frodo Baggins, хоббитский диалект вестрона: Maura Labingi) — хоббит, один из главных героев романа «Властелин колец» Джона Р. Р. Толкина. Племянник Бильбо Бэггинса, героя повести «Хоббит, или Туда и обратно». Фродо получает от Бильбо в наследство его дом (Бэг Энд) и волшебное Кольцо. В романе «Властелин колец» Фродо отправляется в поход в Мордор, чтобы уничтожить Кольцо в огне Роковой горы. Пережив физические и душевные травмы в ходе своего квеста, он возвращается домой, но уже не может вернуться к прежней жизни, и через два года после уничтожения Кольца покидает Средиземье, отплыв в Благословенные земли.

## Описание
Внешность Фродо описал Гэндальф в инструкциях, оставленных трактирщику «Гарцующего пони» из Бри. В письме волшебника сказано, что Фродо — крепкий, розовощёкий хоббит, повыше и светлее (англ. fairer) остальных, с ямочкой на подбородке и ясными глазами.
'A stout little fellow with red cheeks, This one is taller than some and fairer than most, and he has a cleft in his chin: perky chap with a bright eye.'
Fellowship of the Ring: Chapter 10 Strider
В мультфильме Бакши Фродо — шатен. В кинотрилогии «Властелин колец» Питера Джексона роль Фродо исполнил Элайджа Вуд, чья внешность и возраст отличаются от описания в книгах.

## Вымышленная биография
Фродо родился 22 сентября 2968 года Третьей эпохи в Шире. Остался сиротой в 12 лет, его родители — Дрого Бэггинс и Примула Брендибак — погибли, утонув в Брендивине. Фродо был взят на воспитание своим родным дядей по матери, Роримаком Брендибаком, а спустя 9 лет усыновлён двоюродным дядей, Бильбо, и переехал в Бэг Энд.

### «Братство Кольца»
Когда Фродо было 33 года, Бильбо покинул Шир и ушёл на восток, а Фродо унаследовал усадьбу Бэг Энд и магическое кольцо, которым владел его двоюродный дядя. В последующие десятилетия он увлекается литературой, прогулками, общением с близкими друзьями и испытывает духовную потребность сблизиться с эльфами. Через 17 лет маг Гэндальф возвращается в Шир и предупреждает Фродо о том, что его магическое кольцо на самом деле является Единым кольцом (Кольцом Всевластья) и принадлежит Тёмному властелину Саурону, и с помощью которого тот желает подчинить себе всё Средиземье. Слуги Саурона ищут Кольцо, поэтому Фродо должен покинуть Шир.
Вместе с двумя другими хоббитами (садовником Сэмом и Пиппином) Фродо отправляется в путь. По пути из Шира хоббиты встречают эльфов, а затем фермера Мэггота, который довозит их на повозке до переправы через реку. Затем они встречают ещё одного хоббита Мерри, который присоединяется к их компании. Все это время хоббитов преследуют назгулы (прислужники Саурона) в обличье Чёрных всадников. Хоббиты прячутся от них в Старом лесу. Там они попадают в ловушку Старой ивы (англ. Old Man Willow), но их спасает загадочный Том Бомбадил, хозяин Старого леса, предоставивший им укров . После выхода из Старого леса хоббиты теряются в туманах Могильников (англ. Barrow Downs), где попадают под злые чары Умертвий (англ. Barrow-wights). Фродо удаётся освободиться от чар и призвать на помощь Бомбадила, который спасает остальных хоббитов.
Дойдя до Бри, в таверне «Гарцующий пони» Фродо получает от трактирщика письмо от Гэндальфа, который задерживается в странствиях. Следопыт Арагорн предлагает хоббитам свою помощь в дальнейшем пути в Ривенделл. Фродо случайно надевает кольцо в таверне, став невидимым, что привлекает внимание слуг врага. Ночью назгулы атакуют комнаты, где должны были ночевать хоббиты. Арагорн уводит хоббитов из Бри через дикие земли и болота. Во время ночной стоянки возле руин башни Амон Сул на хоббитов нападают пятеро назгулов. Их лидер, Король-чародей Ангмара, ранит Фродо в плечо моргульским клинком. Такая рана может быстро (за несколько дней) превратить жертву в призрака, который будет подчиняться назгулам. Навстречу хоббитам и Арагорну из Ривенделла выезжает Глорфиндел, он помогает Фродо уйти от Чёрных всадников.
В Ривенделле рану Фродо исцеляет владыка Элронд. Там же Фродо встречает Бильбо. На совете Элронда, в котором приняли участие представители разных народов, было решено уничтожить Кольцо, бросив его в Ородруин (Роковую гору), находящийся в Мордоре, стране мрака. Фродо лично вызывается отнести Кольцо в Мордор. С ним соглашаются пойти трое других хоббитов (Сэм, Мерри и Пиппин), двое людей (Арагорн и военачальник Гондора Боромир), маг Гэндальф, гном Гимли и эльф Леголас, которые образуют Братство Кольца (англ. Fellowship of the Ring). Бильбо дарит Фродо свою прочную и лёгкую кольчугу из мифрила и эльфийский клинок Жало. Братство направляется на юг, но после неудачной попытки пересечь Мглистые горы через перевал Карадраса отправляется в подземелья Мории. В Мории на членов Братства нападают орки, и только мифриловая кольчуга спасает Фродо от смерти после орочьего удара копьём. Гэндальф погибает в Мории в битве с Балрогом. Арагорн ведёт остальных членов Братства в эльфийский лес Лотлориэн. Там Галадриэль даёт Фродо эльфийский плащ и фиал, заключающий в себе свет Эарендиля, который должен помочь ему в его пути к Роковой горе.
После Лориэна члены Братства Кольца плывут на лодках вниз по течению реки Андуин пока не достигают Парт Галена, после которого находятся непроходимые на лодках водопады Раурос. Там Боромир, поддавшись жажде заполучить Кольцо, попытался силой отнять его у Фродо. Фродо удаётся уйти, надев Кольцо на палец и став невидимым. Видя, как чары Кольца разрушают его друзей, хоббит решает идти в Мордор в одиночку. Однако его замысел разгадывает Сэм, который следует за Фродо. На оставшихся членов их группы нападают орки.

### «Две крепости»
Фродо и Сэм идут через нагорье Эмюн Муиль (Emyn Muil), где ловят преследовавшего их Голлума, который хотел вернуть Кольцо себе (потеря Кольца Голлумом и его встреча с Бильбо описана в повести «Хоббит, или Туда и обратно»). Голлум, знакомый с местностью, проводит хоббитов через Мёртвые болота (Dead Marshes) к Чёрным вратам Мордора. Там хоббиты понимают, что путь в Мордор через Чёрные врата невозможен. Голлум сообщает, что есть «другой путь» в Мордор. Несмотря на возражения Сэма, который не доверяет Голлуму, Фродо соглашается пойти этим путём. Голлум ведёт их на юг в Итилиэн. Там хоббиты встречают Фарамира, брата Боромира, который приводит их в Хеннет Аннун, тайное убежище следопытов Итилиэна. Фродо наблюдает, как люди Фарамира пленяют Голлума. Хотя Фродо спас ему жизнь, Голлум почувствовал себя преданным. На следующее утро Фарамир отпустил хоббитов и Голлума, предупредив Фродо об опасности перехода через перевал Кирит Унгол, а также посоветовал не доверять Голлуму.
Фродо, Сэм и Голлум пересекают Минас Моргул и видят, как из крепости выходит большое войско орков. Они поднимаются вверх по лестнице Кирит Унгол, где, как утверждает Голлум, есть проход в Мордор. На вершине лестницы они заходят в туннель, не зная, что там обитает гигантский паук Шелоб. Голлум завёл их туда в надежде, что Шелоб убьёт хоббитов, после чего Голлум сможет вернуть себе кольцо. Шелоб жалит Фродо, тот теряет сознание, но Сэм спасает его, отгоняя паучиху при помощи Жала и фиала Галадриэли. Предполагая, что Фродо мёртв, Сэм забирает Кольцо себе и решает продолжить путь к Роковой горе в одиночку. Однако оказалось, что Фродо жив, и орки захватили его в плен.

### «Возвращение короля»
Сэм спасает Фродо из башни Кирит Унгол и возвращает ему Кольцо. Одевшись в доспехи орков, хоббиты отправляются вглубь Мордора, их преследует Голлум. В конце концов хоббиты достигают Роковой горы. У роковой расщелины, где Саурон выковал Единое кольцо, Фродо не выдерживает искушения, объявляет себя владельцем Кольца и надевает его себе на палец. Находившийся неподалёку Голлум атакует невидимого Фродо и откусывает у него палец с надетым Кольцом. Он пляшет от восторга обладанием Кольцом и срывается с обрыва в огненную расщелину. Так в итоге было уничтожено Единое кольцо, а вместе с ним и вся сила Саурона. Роковая гора начинает извергаться, но Фродо и Сэма спасают орлы.
После коронации Арагорна все четверо хоббитов возвращаются домой. Они обнаруживают, что Шир захвачен падшим волшебником Саруманом и его приспешниками, но организуют восстание против них и побеждают захватчиков. Даже после того, как Саруман пытался его убить, Фродо отпускает Сарумана, однако того убивает его приспешник Грима. Хоббиты восстанавливают Шир, который после этого процветает. Несмотря на уничтожение Кольца, Фродо не может полностью оправиться от физических и эмоциональных ран, полученных во время своего похода. Спустя два года Фродо и Бильбо отправляются в Серые гавани, откуда вместе с Гэндальфом, Элрондом и Галадриэлью отплывают на корабле на запад, на Тол Эрессеа.

### Другие произведения
Фродо кратко упоминается в конце книги «Сильмариллион».
Также Фродо упоминается в стихотворении «Последняя песня Бильбо».

## Анализ

### Имя
В одном из писем Толкин отметил, что Фродо — это подлинное имя, «заимствованное из германской традиции. Его древнеанглийская форма — Fróda. Со всей очевидностью восходит оно к древнему слову fród, что этимологически означает „мудрый благодаря опыту“; однако связано оно мифологически и с северными легендами о Золотом Веке». Толкиновед Том Шиппи отметил, что во времена Войны Кольца для хоббитов это имя смысла не имело и воспринималось ими «просто как ещё одно случайное сочетание слогов». Он заметил, что древнескандинавское имя Фроти (Fróði) упоминается в «Беовульфе» (персонаж Fróda). Саксон Грамматик и Снорри Стурлусон писали, что Fróði был правителем во времена Христа. Во время его царствования не было «ни убийств, ни войн, ни грабежей, золотые кольца валялись у всех на виду, но никто их не подбирал; поэтому его царствование прозвали Frotha-frith, или „мир Фроти“». Мир и изобилие обеспечивала волшебная мельница, которую без устали крутили две великанши, «размалывая на ней золото, мир и изобилие Фроти». Однажды терпение великанш кончилось, и они «намололи на своей мельнице армию викингов», которая убила Фроти и забрала себе его золото. После этого великанши начали молоть соль в море, из-за чего море солёное. Мораль истории, по мнению Шиппи, в том, что зло неистребимо. Толкиновский Фродо — «тоже миротворец, а под конец и просто пацифист». В ходе своего квеста Фродо приобретает опыт, мудрость, что соответствует его имени.

### Характер
Майкл Стэнтон в «Энциклопедии Дж. Р. Р. Толкина» описывает Фродо как сочетающего в себе «мужество, бескорыстие и верность (своим друзьям и своему слову)», благодаря чему он «идеальный носитель Кольца». В нём нет прямодушия Сэма, шутовства Мерри и Пиппина и психопатологии Голлума. Стэнтон отметил, что добро «менее интересно», чем зло. Толкин писал, что Фродо не так интересен, как Сэм, потому что он, «возвышенный», «утончённый и благородный», уплывает на Запад с «великими», а Сэм остаётся в Шире и воспитывает детей. После уничтожения Кольца миссия Фродо (как и Гэндальфа) в Средиземье завершена, он почти не участвует в очищении Шира и не может обрасти там покой, поэтому отплывает в Благословенные земли.

### Христианские мотивы
Толкин был правоверным католиком. В одном из писем он признался, что «Властелин колец» в своей основе — «произведение религиозное и католическое». По мнению католического философа Питера Крайфта, во «Властелине колец» нет однозначной фигуры, соответствующей Христу, подобной Аслану в «Хрониках Нарнии». Однако можно выделить некоторые черты Христа в трёх персонажах романа (Гэндальфе, Фродо и Арагорне), олицетворяющих «ветхозаветное триединство мессианских символов» — пророк (Гэндальф), священник (Фродо) и король (Арагорн). В романе Фродо символически «умирает» от моргульского клинка, после чего излечивается Эльрондом. В Мордоре Фродо идёт по своей «Виа Долороза» к Роковой горе подобно Иисусу, идущему к Голгофе. Вблизи Роковой горы Кольцо становится невыносимо тяжёлым, как и крест для Иисуса. Спутник и слуга Фродо Сэм Гэмджи после этого несёт на себе Фродо с Кольцом. Критики увидели в этом параллель с Симоном Киринеянином, который помогал Христу нести крест к Голгофе. После завершения своей миссии Фродо, как и Христос, говорит: «Свершилось» (англ. It is done). Христос возносится на небеса, а жизнь Фродо в Средиземье завершается отплытием в «Бессмертные Земли».

### Трагический герой
Толкиновед Джейн Чанс процитировала Рэндела Хелмса, который писал, что в «Хоббите» и во «Властелине колец» «самый негероический хоббит [Бильбо, Фродо] достигает героического положения» в результате своего квеста. Чанс отмечает, что Фродо как носитель Кольца поначалу считает главной внешнюю, физическую угрозу (например, в виде Чёрных всадников), но по мере путешествия осознаёт, что куда большая опасность исходит изнутри, в «духовной форме» (либо из макрокосма Братства Кольца — что проявилось в попытке Боромира отобрать Кольцо у Фродо, либо из микрокосма — что проявилось в борьбе с монстром внутри себя и искушении Кольцом).
Толкиновед Верлин Флигер, писала о Фродо: «Величайший герой из всех, Фродо Бэггинс, также является самым трагическим из них. К финалу своей истории он подходит, лишённый Кольца, лишённый заслуженного признания в собственном доме в Шире, неспособный продолжать жить, как раньше, до своего ужасного путешествия».
Критики отметили, что вернувшийся домой Фродо «непоправимо ранен» и переживает, в терминах второй половины XX века, посттравматическое стрессовое расстройство.

### Провидение
Толкиновед Пол Кочер отметил, что большую роль в романе играет божественное Провидение. Оно проявилось, в частности, в том, что Бильбо нашёл Кольцо, а потом его хранителем стал Фродо. Гэндальф говорил о том, что Фродо было «суждено» стать носителем Кольца, хотя затем он и принял сознательное решение принять эту ношу на Совете. Это же Провидение допускает существование зла, которое даже может одерживать временные победы, однако в итоге всё завершается согласно высшей воле.

### Преданность и предательство
Джейн Чанс писала о сложном четырёхугольнике персонажей, включающем Фродо, Сэма, Голлума и Фарамира, связанных клятвами и предательствами. Сэм служит Фродо верой и правдой, но непредумышленно «предаёт» его, разведя костёр, чтобы потушить кролика в лесу Итилиэна, после чего хоббиты попадают в плен к Фарамиру. Фродо предлагает свою службу Фарамиру, а тот в ответ дарует ему защиту как феодал своему вассалу. Голлум клянётся провести Фродо в Мордор и какое-то время следует своей клятве. Фарамир вынуждает Фродо выманить Голлума из Запретного озера и берёт его в плен, что Голлум воспринимает как предательство со стороны «хозяина» — Фродо. Затем Голлум клянётся Фарамиру никогда больше не приходить к Запретному озеру. Фродо является одновременно сюзереном (по отношению к Сэму и Голлуму) и вассалом (по отношению к Фарамиру).

## В адаптациях

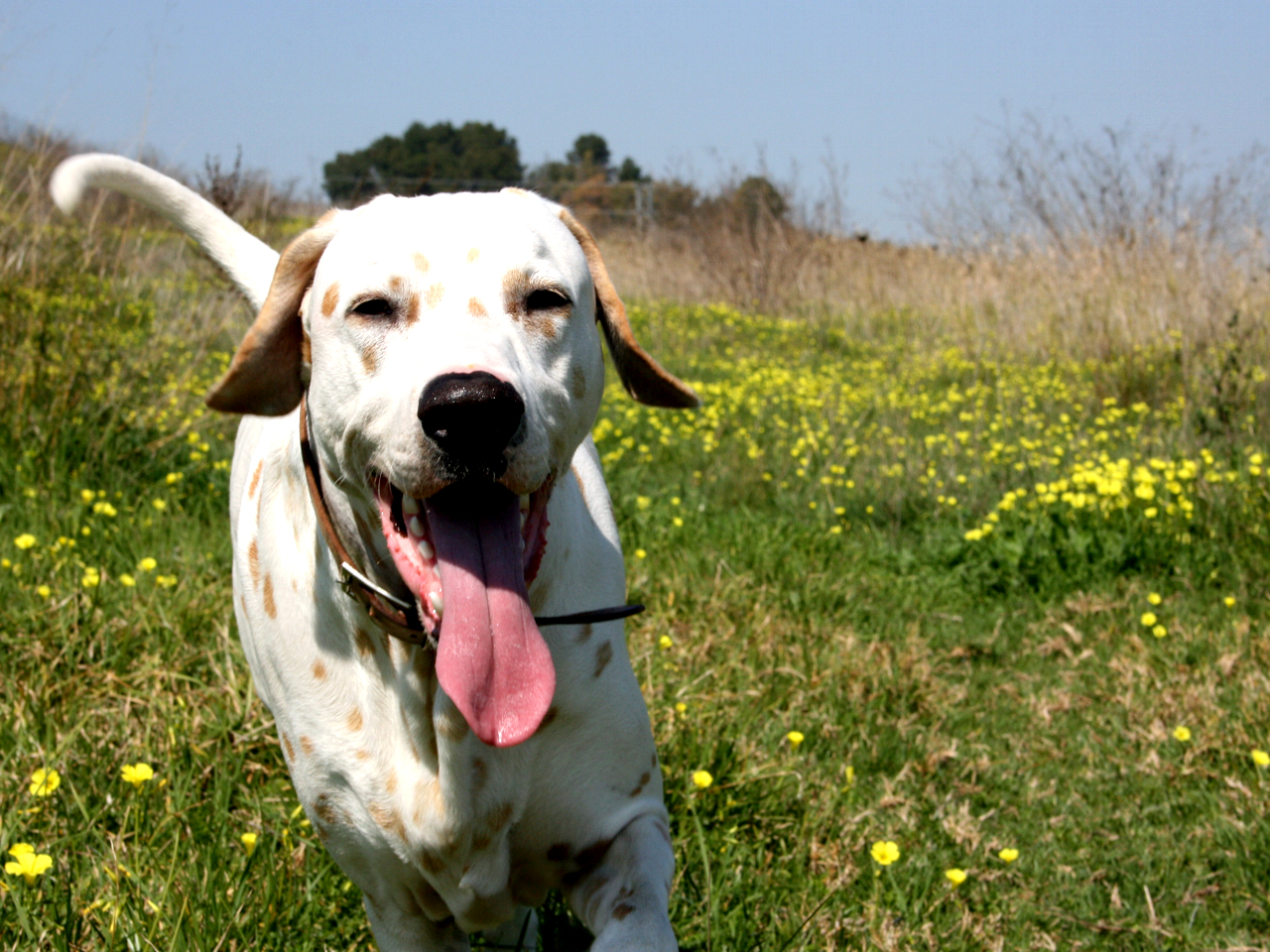
Элайджа Вуд в роли Фродо Бэггинса

В 1978 году художник-аниматор Ральф Бакши снял полнометражный анимационный фильм «Властелин колец». В него вошли события из «Братства Кольца» и части «Двух крепостей». Персонажа Фродо в ней озвучил Кристофер Гард.
В 1980 году Артур Ранкин и Жюль Бэсс экранизировали третий том романа в виде мультфильма «Возвращение Короля». Персонажа Фродо в нём озвучил Орсон Бин.
В радиосериале от Би-би-си 1981 года роль Фродо исполнил Иэн Холм.
В советском телеспектакле «Хранители» 1991 года роль Фродо исполнил Валерий Дьяченко.
В кинотрилогии Питера Джексона (2001—2003) роль Фродо исполнил американский актёр Элайджа Вуд. Дэн Тиммонс из Мифопоэтического общества заметил, что изображение Фродо расходится с буквой и духом книг Толкина: экранный Фродо гораздо слабее и проще, чем в оригинале, что подрывает внутреннюю логику и тематическую значимость фильмов. Кинокритик Роджер Эберт признался, что ему не хватило глубины характера персонажа, которую он ощущал во время чтения книг Толкина. В отличие от книг, в фильмах Джексона Фродо мало что делает, в основном наблюдая, как другие персонажи решают его судьбу, «и иногда с многозначительным видом рассматривает Кольцо». Кинокритик Питер Трэверс из Rolling Stone отметил, что Вуд сыграл роль Фродо с «проникновенной убедительностью», и что его игра становилась более зрелой по мере развития истории.
В 2012 году Элайджа Вуд вновь сыграл Фродо в небольшом эпизоде фильма Джексона «Хоббит: Нежданное путешествие».

## Критика и отзывы
Фродо занял первое место в списке 10 самых главных персонажей фэнтези по версии журнала «Мир фантастики». Автор назвал Фродо ключевой фигурой самой известной сказки всех времён и народов.

## Комментарии
1. ↑  Другие варианты перевода фамилии: Торбинс, Сумникс, Беббинс.
2. ↑  Также Фродо упоминается в «Сильмариллионе» и «Неоконченных преданиях».